# Chiesa di San Siro (Breggia)
La chiesa di San Siro è un edificio religioso che fonde elementi dell'architettura tardobarocca e di quella neoclassica, con inserti rococò. Si trova a Bruzella, frazione di Breggia in Canton Ticino.

## Storia
La prima menzione dell'edificio risale al 1579 e proprio a quel secolo e al successivo risale gran parte dell'edificio, con la navata e le cappelle laterali. La chiesa, tuttavia, fu rimaneggiata in maniera rilevante nel XVIII secolo: nel 1742 fu modificato il campanile e nel 1748 fu realizzato un corridoio e la navata fu ampliata. Ulteriori modifiche, che riflettono il gusto neoclassico allora subentrato, vennero apportate nel 1801: in quell'occasione Simone Cantoni ridisegnò il presbiterio, dotandolo di un coro a emiciclo e costruendo alle sue spalle una sagrestia di forma ottagonale alla quale danno accesso due corridoi.